# پوش‌سنگ

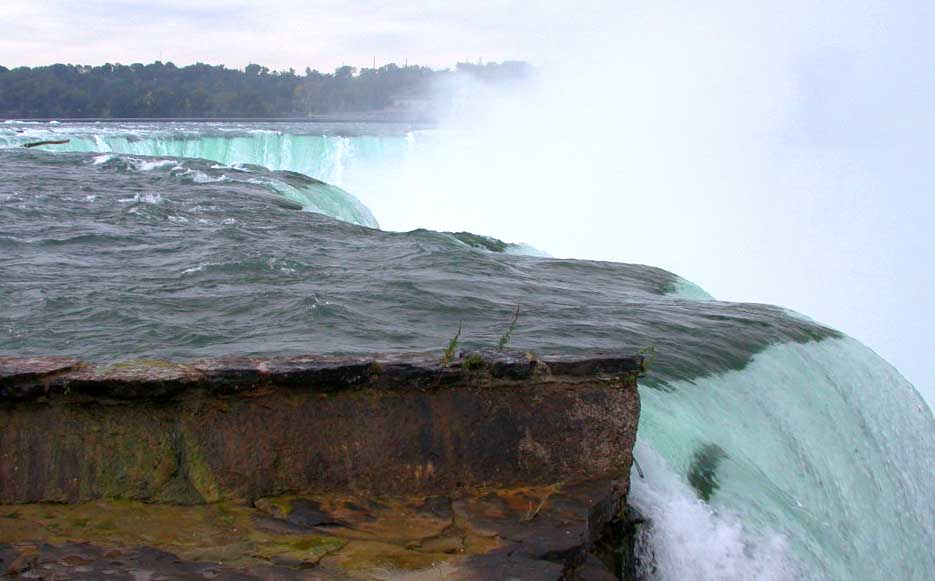
آبشار نعل اسب بخشی از دیواره نیاگارا

پوش‌سنگ (انگلیسی: Caprock) لایه سنگی سخت و مقاومی است که سنگ‌های ضعیف‌تر و با مقاومت کم‌تر را می‌پوشاند. ماسه‌سنگ و مافیک از مهم‌ترین و فراوان‌ترین انواع پوش‌سنگ محسوب می‌شوند. در فرایندهایی نظیر پسروی دیواره‌ها، پوش‌سنگ کنترل‌کننده میزان فرسایش دیواره یا پرتگاه است. با فرسایش‌یافتن سنگ‌های سست و نرم‌تر، پوش‌سنگ به‌شکل دوره‌ای بریده می‌شود. پوش‌سنگ بر روی اشکال تخت‌تپه (مِزا) نیز یافت می‌شود.
در صنعت نفت پوش‌سنگ به سازند نفوذناپذیری اطلاق می‌شود که با به‌دام انداختن گاز، نفت یا آب، مانع از حرکت آن به‌سمت بالا می‌شود. این پوش‌سنگ می‌تواند باعث ایجاد یک مخزن نفتی یا گازی در زیر خود شود و یکی از اهداف اصلی در صنعت نفت است.